# Suore della Presentazione della Beata Vergine Maria (Dubuque)
Le Suore della Presentazione della Beata Vergine Maria (in inglese Sisters of the Presentation of the Blessed Virgin Mary; sigla P.B.V.M.) sono un istituto religioso femminile di diritto pontificio.

## Storia
Le origini della congregazione si ricollegano a quelle delle suore della Presentazione fondate nel 1775 in Irlanda da Nano Nagle.
Nel 1874 una comunità di religiose della Presentazione, proveniente dal convento irlandese di Mooncoin e guidata da madre Vincenza Hennessy, si stabilì a Dubuque, nell'Iowa, su invito dall'arcivescovo John Hennessy.
Le costituzioni dell'istituto ricevettero una prima approvazione dalla Santa Sede il 6 gennaio 1924 e quella definitiva il 4 gennaio 1943.

## Attività e diffusione
Le suore si dedicano all'istruzione e all'educazione cristiana della gioventù.
Oltre che negli Stati Uniti d'America, sono presenti in Bolivia; la sede generalizia è a Dubuque.
Alla fine del 2015 l'istituto contava 104 religiose in 40 case.